# Torneo Supercup 2010
Il Torneo Supercup 2010 si è svolto dal 13 al 15 agosto 2010.
Gli incontri si sono tenuti nell'impianto "Jako Arena", situato nella città di Bamberga.

## Squadre partecipanti
1. Croazia
2. Germania
3. Lituania
4. Turchia

## Risultati
| Bamberga 13 agosto 2010, ore 18,10 | Germania | 67 – 79 | Croazia | Jako Arena |

| Bamberga 13 agosto 2010, ore 21,00 | Lituania | 80 – 77 | Turchia | Jako Arena |

| Bamberga 14 agosto 2010, ore 18,10 | Germania | 67 – 78 | Lituania | Jako Arena |

| Bamberga 14 agosto 2010, ore 21,00 | Turchia | 61 – 72 | Croazia | Jako Arena |

| Bamberga 15 agosto 2010, ore 16,30 | Croazia | 82 – 93 | Lituania | Jako Arena |

| Bamberga 15 agosto 2010, ore 19,10 | Germania | 68 – 54 | Turchia | Jako Arena |

## Classifica
| -  | Team     | PT |
| -- | -------- | -- |
| 1. | Lituania | 6  |
| 2. | Croazia  | 4  |
| 3. | Germania | 2  |
| 4. | Turchia  | 0  |